# 華粗仰蝽
華粗仰蝽（学名：Enithares sinica）为仰蝽科仰蝽屬下的一个种。其种加词sinica，意为“中华的”。